# Авдотьино (Можайский район)
Авдотьино — деревня в Можайском районе Московской области в составе сельского поселения Горетовское. До 2006 года Авдотьино входило в состав Глазовского сельского округа.
Деревня расположена на севере центральной части района, примерно в 19 км к северо-западу от Можайска, на левом берегу реки Искона, высота центра над уровнем моря 185 м. Ближайший населённый пункт — Перещапово в 3 км на юго-восток.

## Население
| 2002 | 2006 | 2010 |
| ---- | ---- | ---- |
| 9    | ↗10  | ↘7   |